# Бен Икс
«Бен Икс» (англ. Ben X) — бельгийский фильм 2007 года о парне с синдромом Аспергера, погружённого в фэнтезийный мир MMORPG ArchLord, причиной чего являются издевательства со стороны сверстников. Название фильма является leet-версией фразы на нидерландском языке «(ik) ben niks», что значит «(я) ничто». Основан на романе «Ничего — это всё, что он говорил» Ника Бальтазара, вдохновлённого реальной историей про мальчика-аутиста, совершившего самоубийство из-за издевательств. Мировая премьера состоялась 26 августа 2007 года.

## Сюжет
Бен — парень с синдромом Аспергера, общим расстройством психического развития, сходным с аутизмом. Из-за болезни одноклассники издеваются над ним. Каждый день он играет в MMORPG ArchLord под ником Ben_X, где у него есть свой хилер — Скарлайт. Однажды она решает встретиться с ним в реальной жизни, но главный герой, встав рядом со Скарлайт на вокзале, не решается с ней заговорить. Бен преследует её, садится вместе с ней на поезд до Брюсселя, при этом сильно волнуясь. Как только поезд подходит к Брюсселю, Скарлайт спрашивает у Бена, всё ли с ним в порядке. Бен не отвечает и уходит, оставляя Скарлайт. В конце концов, не выдержав издевательств, от отчаяния Бен решается на крайний шаг. С помощью своих родителей он инсценирует самоубийство, прыгнув с парома и засняв процесс на плёнку, таким образом желая дать понять окружающим, насколько сильно их отношение и поступки могут воздействовать на жизнь человека.

## В ролях
| Актёр               | Роль                      |
| ------------------- | ------------------------- |
| Грег Тиммерманс     | Бен                       |
| Марике Пиной        | Мать Бена                 |
| Лаура Верлиндер     | Скарлайт                  |
| Пол Госсен          | Отец Бена                 |
| Титус Де Вогдт      | Богарт                    |
| Маартен Клаайсенс   | Десмет                    |
| Якоб Бекс           | Учитель работы по металлу |
| Жиль де Шрайвер     | Коппола                   |
| Питер де Греф       | Психиатр                  |
| Рон Корне           | Директор школы            |
| Баво Сметс          | Бен в возрасте шести лет  |
| Ан ван Гэйсегем     | Майке                     |
| Таня ван дер Санден | Сабина                    |
| Сизар Де Суттер     | Йонас                     |

## Съёмочная группа
- Режиссёр — Ник Бальтазар
- Продюсер — Burny Bos, Peter Bouckaert, Winnie Enghien, Erwin Provoost, Michiel de Rooij, Sabine Veenendaal
- Сценарист — Ник Бальтазар
- Оператор — Lou Berghmans
- Монтаж — Philippe Ravoet
- Композитор — Praga Khan
- Художник-постановщик — Kurt Loyens
- Художник по костюмам — Heleen Heintjes
- Подбор актёров — Gunter Schmid

## Награды
Фильм завоевал три награды на Монреальском кинофестивале 2007 года: Гран-при Америки (фр. Grand Prix des Amériques), приз публики за самый популярный фильм на фестивале и Экуменическую премию.
Фильм завоевал премию за лучший зарубежный художественный фильм (премия зрительских симпатий и премия режиссёра) на Международном кинофестивале Седона 2008 года.
Фильм завоевал Красную Звезду Хейнекен на Международном кинофестивале Палм-Спрингс 2008 года.
Фильм также завоевал премию ФИПРЕССИ на Международном стамбульском кинофестивале 2008 года.
Также фильм был номинирован: на зрительскую награду «Премия Европейской киноакадемии» 2008 года в категории «лучший фильм», на приз жюри Международного кинофестиваля Санта-Барбары 2008 года и на премию за свободный дух Варшавского международного кинофестиваля 2008 года.

## Саундтрек
- Arno — Lonesome Zorro
- dEUS — Include Me Out
- Sigur Rós — Svefn-G-Englar
- Liam Chan — Sister Waterfall
- Praga Khan — Bad Company
- Praga Khan — I Want You
- Praga Khan — The World Goodbye
- Praga Khan — Temptation
- Praga Khan — Pittsburgh Angel
- Praga Khan — Insanity
- Lords of Acid — Feed My Hungry Soul
- Lords of Acid — Glad I’m Not God
- Praga Khan — Scarlite Theme